# گوریل اسنوروگن
گوریل اسنوروگن (نروژی: Gøril Snorroeggen؛ زادهٔ ۱۵ فوریهٔ ۱۹۸۵) بازیکن هندبال اهل نروژ بود.